# Тереньково (Московская область)
Тереньково — деревня в Орехово-Зуевском муниципальном районе Московской области. Входит в состав сельского поселения Новинское. Население — 113 чел. (2010).

## География
Деревня Тереньково расположена в западной части Орехово-Зуевского района, примерно в 20 км к югу от города Орехово-Зуево. По восточной окраине деревни протекает река Нерская. Высота над уровнем моря 118 м. Ближайшие населённые пункты — деревни Смолёво и Заволенье.

## История
По легенде, основателем деревни считается разбойник из Смолёва Терентий (Теренька). По причине того, что он грабил не только чужих (что не возбранялось), но и своих, он вместе с семьёй был изгнан из родного селения. Впоследствии, из одного теренькиного двора вырос новый населённый пункт. 
В 1926 году деревня являлась центром Тереньковского сельсовета Запонорской волости Орехово-Зуевского уезда Московской губернии.
С 1929 года — населённый пункт в составе Куровского района Орехово-Зуевского округа Московской области, с 1930-го, в связи с упразднением округа, — в составе Куровского района Московской области. В 1959 году, после того как был упразднён Куровской район, деревня была передана в Орехово-Зуевский район.
До муниципальной реформы 2006 года Тереньково входило в состав Новинского сельского округа Орехово-Зуевского района.

## Население
В 1926 году в деревне проживало 557 человек (260 мужчин, 297 женщин), насчитывалось 113 хозяйств, из которых 101 было крестьянское. По переписи 2002 года — 135 человек (64 мужчины, 71 женщина).
| 1926 | 2002 | 2006 | 2010 |
| ---- | ---- | ---- | ---- |
| 557  | ↘135 | ↘109 | ↗113 |